# مارك كونفر
مارك كونفر (بالإنجليزية: Mark Conover)‏ هو عداء مراثوني أمريكي، ولد في 28 مايو 1960.

## وصلات خارجية
- مارك كونفر على موقع أوليمبيديا (الإنجليزية)